# 灌县假毛蕨
灌县假毛蕨（学名：Pseudocyclosorus guangxianensis），为金星蕨科假毛蕨属下的一个植物种。